# Armonie
Armonie (także: stortini) – rodzaj włoskiego makaronu w kształcie krótkich, małych, pofalowanych pasków.
Stosowany przede wszystkim do rzadkich zup, w tym zwłaszcza warzywnych.